# Campeonato Mundial de Snowboard de 2011 - Snowboard cross masculino
A prova do snowboard cross masculino do Campeonato Mundial de Snowboard de 2011 foi disputado  entre os dias  17 e 18 de janeiro na estação de esqui La Molina, localizado na cidade de Alp na Espanha.

## Medalhistas
| Ouro              | Prata              | Bronze             |
| Alex Pullin (AUS) | Seth Wescott (USA) | Nate Holland (USA) |

## Qualificação
A qualificação ocorreu dia 22 de janeiro.
| Colocação | Bib | Nome                 | Nacionalidade  | Descida 1 | Colocação | Descida 2 | Colocação | Melhor  | Diff  | Notas |
| --------- | --- | -------------------- | -------------- | --------- | --------- | --------- | --------- | ------- | ----- | ----- |
| 1         | 48  | Markus Schairer      | Áustria        | 54:69     | 3         | 53:83     | 1         | 53:83   |       | Q     |
| 2         | 47  | Pierre Vaultier      | França         | 55:03     | 6         | 54:41     | 2         | 54:41   | 0.58  | Q     |
| 3         | 34  | Luca Matteotti       | Itália         | 54:95     | 5         | 54:47     | 3         | 54:47   | 0.64  | Q     |
| 4         | 38  | Alex Pullin          | Austrália      | 54:55     | 1         | 1:06:97   | 59        | 54:55   | 0.72  | Q     |
| 5         | 56  | Emanuel Perathoner   | Itália         | 54:61     | 2         | 55:24     | 8         | 54:61   | 0.78  | Q     |
| 6         | 60  | William Bankes       | França         | 54:86     | 4         | 54:78     | 4         | 54:78   | 0.95  | Q     |
| 7         | 55  | Konstantin Schad     | Alemanha       | 55:05     | 7         | 55:87     | 18        | 55:05   | 1.22  | Q     |
| 8         | 36  | Alberto Schiavon     | Itália         | 55:65     | 14        | 55:09     | 5         | 55:09   | 1.26  | Q     |
| 9         | 54  | Omar Visintin        | Itália         | 55:23     | 8         | 55:10     | 6         | 55:10   | 1.27  | Q     |
| 10        | 41  | Nate Holland         | Estados Unidos | 55:60     | 12        | 55:22     | 7         | 55:22   | 1.39  | Q     |
| 11        | 49  | Fabio Caduff         | Suíça          | 55:83     | 18        | 55:28     | 9         | 55:28   | 1.45  | Q     |
| 12        | 51  | Alex Deibold         | Estados Unidos | 55:31     | 9         | 56:34     | 25        | 55:31   | 1.48  | Q     |
| 13        | 39  | Tony Ramoin          | França         | 55:41     | 10        | 55:84     | 16        | 55:41   | 1.58  | Q     |
| 14        | 44  | Paul-Henri De LeRue  | França         | 55:43     | 11        | DSQ       |           | 55:43   | 1.60  | Q     |
| 15        | 46  | David Speiser        | Alemanha       | 55:96     | 20        | 55:44     | 10        | 55:44   | 1.61  | Q     |
| 16        | 42  | Jonathan Cheever     | Estados Unidos | 55.62     | 13        | 55.70     | 13        | 55:62   | 1.79  | Q     |
| 17        | 37  | Michael Haemmerle    | Áustria        | 55:88     | 19        | 55:63     | 11        | 55:63   | 1.80  | Q     |
| 18        | 43  | Mateusz Ligocki      | Polónia        | 56:84     | 33        | 55:66     | 12        | 55:66   | 1.83  | Q     |
| 19        | 73  | Anton Lindfors       | Finlândia      | 55:69     | 15        | 55:85     | 17        | 55:69   | 1.86  | Q     |
| 20        | 64  | Hanno Douschan       | Áustria        | 55:69     | 15        | 56:25     | 23        | 55:69   | 1.86  | Q     |
| 21        | 45  | Seth Wescott         | Estados Unidos | 56:04     | 21        | 55:72     | 14        | 55:72   | 1.89  | Q     |
| 22        | 35  | Francois Boivin      | Canadá         | 55:74     | 17        | 56:29     | 24        | 55:74   | 1.91  | Q     |
| 23        | 65  | David Bakes          | Chéquia        | DNF       |           | 55:75     | 15        | 55:75   | 1.92  | Q     |
| 24        | 40  | Kevin Hill           | Canadá         | 56.21     | 24        | 56.08     | 19        | 56.08   | 2.25  | Q     |
| 25        | 53  | Marvin James         | Suíça          | 56.10     | 22        | 56:45     | 27        | 56:10   | 2.27  | Q     |
| 26        | 68  | Michal Novotny       | Chéquia        | 56:50     | 29        | 56:13     | 20        | 56:13   | 2.30  | Q     |
| 27        | 70  | Cleve Johnson        | Países Baixos  | 56:16     | 23        | 56:62     | 30        | 56:16   | 2.33  | Q     |
| 28        | 63  | Joachim Havikhagen   | Noruega        | 56:53     | 30        | 56:17     | 21        | 56:17   | 2.34  | Q     |
| 29        | 69  | Hans Reichen         | Suíça          | 56:45     | 27        | 56:18     | 22        | 56:18   | 2.35  | Q     |
| 30        | 33  | Tom Velisek          | Canadá         | 56:30     | 25        | 56:83     | 33        | 56:30   | 2.47  | Q     |
| 31        | 66  | Rok Rogelj           | Eslovênia      | 56:46     | 28        | 56:36     | 26        | 56:36   | 2.53  | Q     |
| 32        | 52  | Andrey Boldykov      | Rússia         | 56:40     | 26        | 56:91     | 35        | 56:40   | 2.57  | Q     |
| 33        | 79  | Emil Novak           | Chéquia        | 56:54     | 31        | 56:79     | 31        | 56:54   | 2.71  |       |
| 34        | 59  | Nikolay Olyunin      | Rússia         | 57:07     | 35        | 56:56     | 28        | 56:56   | 2.73  |       |
| 35        | 57  | Maciej Jodko         | Polónia        | 56.70     | 32        | 56:57     | 29        | 56:57   | 2.74  |       |
| 36        | 71  | Stian Sivertzen      | Noruega        | DSQ       |           | 56:79     | 31        | 56:79   | 2.96  |       |
| 37        | 89  | Regino Hernandez     | Espanha        | 57:58     | 37        | 56:86     | 34        | 56:86   | 3.03  |       |
| 38        | 50  | Dan Csokonay         | Canadá         | 57.00     | 34        | 57:82     | 42        | 57.00   | 3.17  |       |
| 39        | 58  | Mathias Schoepf      | Áustria        | 57:83     | 39        | 57.01     | 36        | 57.01   | 3.18  |       |
| 40        | 67  | Toms Vasins          | Letônia        | 57:37     | 36        | 57:13     | 37        | 57:13   | 3.30  |       |
| 41        | 62  | Alexis Tsokos        | Grécia         | 57:86     | 40        | 57:17     | 38        | 57:17   | 3.34  |       |
| 42        | 86  | Elias Koivumaa       | Finlândia      | 58:23     | 42        | 57:36     | 29        | 57:36   | 3.53  |       |
| 43        | 83  | Jakub Flejsar        | Chéquia        | 1:01:26   | 53        | 57:36     | 39        | 57:36   | 3.53  |       |
| 44        | 61  | Matija Mihic         | Eslovênia      | 58:69     | 44        | 57:56     | 41        | 57:56   | 3.73  |       |
| 45        | 80  | Jussi Taka           | Finlândia      | 57:76     | 38        | 58:63     | 48        | 57:76   | 3.93  |       |
| 46        | 72  | Tim Watter           | Suíça          | 1:01:58   | 55        | 57:88     | 43        | 57:88   | 4.05  |       |
| 47        | 94  | Geza Kinda           | Roménia        | 58:18     | 41        | 57:93     | 44        | 57:93   | 4.10  |       |
| 48        | 85  | Shinya Momono        | Japão          | 59:27     | 49        | 58:32     | 45        | 58:32   | 4.49  |       |
| 49        | 90  | Vitaly Kartsev       | Rússia         | 58:59     | 43        | 58:52     | 46        | 58:52   | 4.69  |       |
| 50        | 75  | Marcin Bocian        | Polónia        | 1:03:47   | 56        | 58:62     | 47        | 58:62   | 4.79  |       |
| 51        | 81  | Lucas Eguibar        | Espanha        | 58:77     | 45        | 59:27     | 53        | 58:77   | 4.94  |       |
| 52        | 87  | Laro Herrero         | Espanha        | 59:12     | 47        | 58:80     | 49        | 58:80   | 4.97  |       |
| 53        | 82  | Anton Chepkasov      | Rússia         | 59:35     | 50        | 58:93     | 50        | 58:93   | 5.10  |       |
| 54        | 78  | Franco Ruffini       | Argentina      | 59.01     | 46        | 1:04:96   | 58        | 59.01   | 5.18  |       |
| 55        | 88  | Thomas Bankes        | Reino Unido    | 1:05:07   | 57        | 59.03     | 51        | 59.03   | 5.20  |       |
| 56        | 76  | Inaqui Irarrazabal   | Chile          | 59.20     | 48        | 59.07     | 52        | 59.07   | 5.24  |       |
| 57        | 74  | Magnar Freimuth      | Estónia        | 1:01:29   | 54        | 59.67     | 54        | 59.67   | 5.84  |       |
| 58        | 84  | Harold Haekkinen     | Finlândia      | 1:00:55   | 51        | 1:00:32   | 55        | 1:00:32 | 6.49  |       |
| 59        | 91  | Lucas Saez           | Espanha        | 1:00:60   | 52        | 1:04:80   | 57        | 1:00:60 | 6.77  |       |
| 60        | 77  | Ivar Kruusenberg     | Estónia        | 1:14:09   | 60        | 1:01:99   | 56        | 1:01:99 | 8.16  |       |
| 61        | 95  | Aleksey Vakurin      | Quirguistão    | 1:12:87   | 59        | 1:07:44   | 60        | 1:12:87 | 13.61 |       |
| 62        | 97  | Timur Gubaev         | Quirguistão    | 1:11:70   | 58        | DNS       |           | 1:11:70 | 17.87 |       |
| 63        | 101 | Razvan Dumbrava      | Roménia        | 1:15:76   | 61        | DNS       |           | 1:15:76 | 21.93 |       |
| 64        | 100 | Nicki Randeris Lund  | Dinamarca      | 1:16:67   | 62        | 1:18:73   | 61        | 1:16:67 | 22.84 |       |
| 65        | 96  | Andrei Subran        | Roménia        | DNF       | 00        | DNS       | 00        | 00      | 00    |       |
| 66        | 93  | Anastassios Zarkadas | Grécia         | DNF       | 00        | DNS       | 00        | 00      | 00    |       |
| 67        | 99  | Vladimir Komissarov  | Quirguistão    | DNS       | 00        | DNS       | 00        | 00      | 00    |       |
| 68        | 98  | Aleksey Vakurin      | Quirguistão    | DNS       | 00        | DNS       | 00        | 00      | 00    |       |
| 69        | 92  | Jin-Yong Woo         | Coreia do Sul  | DNS       | 00        | DNS       | 00        | 00      | 00    |       |

## Fase eliminatória
As eliminatórias ocorreram dia 18 de janeiro.

### Oitavas de final
| Colocação | Bib | Nome              | Nacionalidade  | Notas |
| --------- | --- | ----------------- | -------------- | ----- |
| 1         | 1   | Markus Schairer   | Áustria        | Q     |
| 2         | 16  | Jonathan Cheever  | Estados Unidos | Q     |
| 3         | 17  | Michael Haemmerle | Áustria        |       |
| 4         | 32  | Andrey Boldykov   | Rússia         |       |

| Colocação | Bib | Nome             | Nacionalidade | Notas |
| --------- | --- | ---------------- | ------------- | ----- |
| 1         | 8   | Alberto Schiavon | Itália        | Q     |
| 2         | 24  | Kevin Hill       | Canadá        | Q     |
| 3         | 25  | Marvin James     | Suíça         |       |
| 4         | 9   | Omar Visintin    | Itália        |       |

| Colocação | Bib | Nome               | Nacionalidade  | Notas |
| --------- | --- | ------------------ | -------------- | ----- |
| 1         | 21  | Seth Wescott       | Estados Unidos | Q     |
| 2         | 28  | Joachim Havikhagen | Noruega        | Q     |
| 3         | 12  | Alex Deibold       | Estados Unidos |       |
| 4         | 5   | Emanuel Perathoner | Itália         |       |

| Colocação | Bib | Nome           | Nacionalidade | Notas |
| --------- | --- | -------------- | ------------- | ----- |
| 1         | 4   | Alex Pullin    | Austrália     | Q     |
| 2         | 29  | Hans Reichen   | Suíça         | Q     |
| 4         | 20  | Hanno Douschan | Áustria       |       |
| 4         | 13  | Tony Ramoin    | França        |       |

| Colocação | Bib | Nome                | Nacionalidade | Notas |
| --------- | --- | ------------------- | ------------- | ----- |
| 1         | 3   | Luca Matteotti      | Itália        | Q     |
| 2         | 14  | Paul-Henri De LeRue | França        | Q     |
| 3         | 19  | Anton Lindfors      | Finlândia     |       |
| 4         | 30  | Tom Velisek         | Canadá        |       |

| Colocação | Bib | Nome            | Nacionalidade | Notas |
| --------- | --- | --------------- | ------------- | ----- |
| 1         | 22  | Francois Boivin | Canadá        | Q     |
| 2         | 6   | William Bankes  | França        | Q     |
| 3         | 11  | Fabio Caduff    | Suíça         |       |
| 4         | 27  | Cleve Johnson   | Países Baixos |       |

| Colocação | Bib | Nome             | Nacionalidade  | Notas |
| --------- | --- | ---------------- | -------------- | ----- |
| 1         | 26  | Michal Novotny   | Chéquia        | Q     |
| 2         | 10  | Nate Holland     | Estados Unidos | Q     |
| 3         | 7   | Konstantin Schad | Alemanha       |       |
| 4         | 23  | David Bakes      | Chéquia        |       |

| Colocação | Bib | Nome            | Nacionalidade | Notas |
| --------- | --- | --------------- | ------------- | ----- |
| 1         | 2   | Pierre Vaultier | França        | Q     |
| 2         | 15  | David Speiser   | Alemanha      | Q     |
| 3         | 31  | Rok Rogelj      | Eslovênia     |       |
| 4         | 18  | Mateusz Ligocki | Polónia       |       |

### Quartas de final
| Colocação | Bib | Nome             | Nacionalidade  | Notas |
| --------- | --- | ---------------- | -------------- | ----- |
| 1         | 8   | Alberto Schiavon | Itália         | Q     |
| 2         | 16  | Jonathan Cheever | Estados Unidos | Q     |
| 3         | 1   | Markus Schairer  | Áustria        |       |
| 4         | 24  | Kevin Hill       | Canadá         |       |

| Colocação | Bib | Nome               | Nacionalidade  | Notas |
| --------- | --- | ------------------ | -------------- | ----- |
| 1         | 4   | Alex Pullin        | Austrália      | Q     |
| 2         | 21  | Seth Wescott       | Estados Unidos | Q     |
| 3         | 28  | Joachim Havikhagen | Noruega        |       |
| 4         | 29  | Hans Reichen       | Suíça          |       |

| Colocação | Bib | Nome                 | Nacionalidade | Notas |
| --------- | --- | -------------------- | ------------- | ----- |
| 1         | 3   | Luca Matteotti       | Itália        | Q     |
| 2         | 22  | Francois Boivin      | Canadá        | Q     |
| 3         | 14  | Paul-Henri De La Rue | França        |       |
| 4         | 6   | William Bankes       | França        |       |

| Colocação | Bib | Nome            | Nacionalidade  | Notas |
| --------- | --- | --------------- | -------------- | ----- |
| 1         | 2   | Pierre Vaultier | França         | Q     |
| 2         | 10  | Nate Holland    | Estados Unidos | Q     |
| 3         | 15  | David Speiser   | Alemanha       |       |
| 4         | 26  | Michal Novotny  | Chéquia        |       |

### Semifinal
| Colocação | Bib | Nome             | Nacionalidade  | Notas |
| --------- | --- | ---------------- | -------------- | ----- |
| 1         | 21  | Seth Wescott     | Estados Unidos | Q     |
| 2         | 4   | Alex Pullin      | Austrália      | Q     |
| 3         | 16  | Jonathan Cheever | Estados Unidos |       |
| 4         | 8   | Alberto Schiavon | Itália         |       |

| Colocação | Bib | Nome            | Nacionalidade  | Notas |
| --------- | --- | --------------- | -------------- | ----- |
| 1         | 3   | Luca Matteotti  | Itália         | Q     |
| 2         | 10  | Nate Holland    | Estados Unidos | Q     |
| 3         | 22  | Francois Boivin | Canadá         |       |
| 4         | 2   | Pierre Vaultier | França         |       |

### Final

#### Pequena Final
| Colocação | Bib | Nome             | Nacionalidade  | Notas |
| --------- | --- | ---------------- | -------------- | ----- |
| 5         | 2   | Pierre Vaultier  | França         |       |
| 6         | 8   | Alberto Schiavon | Itália         |       |
| 7         | 22  | Francois Boivin  | Canadá         |       |
| 8         | 16  | Jonathan Cheever | Estados Unidos |       |

#### Grande final
| Colocação         | Bib | Nome           | Nacionalidade  | Notas |
| ----------------- | --- | -------------- | -------------- | ----- |
| Medalha de ouro   | 4   | Alex Pullin    | Austrália      |       |
| Medalha de prata  | 21  | Seth Wescott   | Estados Unidos |       |
| Medalha de bronze | 10  | Nate Holland   | Estados Unidos |       |
| 4                 | 3   | Luca Matteotti | Itália         |       |

Legenda
| Recorde mundial       | Recorde mundial (World record)               |                       | Recorde africano                      | Recorde africano (African) |                                           | Q | Classificado por posição (Qualified) |
| Recorde do campeonato | Recorde do campeonato (Championship record)  | Recorde da América    | Recorde da América (Americas)         | q                          | Classificado por melhor tempo (Qualified) |   |                                      |
| Melhor marca do ano   | Melhor marca do ano (World leading)          | Recorde asiático      | Recorde asiático (Asian)              | DNS                        | Não largou (Did not start)                |   |                                      |
| Recorde nacional      | Recorde nacional (National record)           | Recorde europeu       | Recorde europeu (European)            | DNF                        | Não terminou (Did not finish)             |   |                                      |
| Recorde pessoal       | Recorde pessoal do atleta (Personal best)    | Recorde da Oceania    | Recorde da Oceania (Oceania)          | DSQ / DQ                   | Desclassificado (Disqualified)            |   |                                      |
| Recorde da temporada  | Recorde da temporada do atleta (Season best) | Recorde sul-americano | Recorde sul-americano (South America) | NM                         | Sem marca (No mark)                       |   |                                      |